# 臺北市直轄市定古蹟列表
臺北市直轄市定古蹟是中華民國（臺灣）臺北市境内的直轄市定古蹟。本表表列原則詳見文化資產保存法第三條，表內名稱依照臺北市政府文化局公告並報中央主管機關備查的名稱為主。

## 列表
| 名稱                                                              | 照片 | 種類                             | 創建年代                                                                                   | 公告日期                                  | 地址                                                                  | 備註                                                                             |
| ----------------------------------------------------------------- | ---- | -------------------------------- | ------------------------------------------------------------------------------------------ | ----------------------------------------- | --------------------------------------------------------------------- | -------------------------------------------------------------------------------- |
| 芝山岩惠濟宮                                                      |      | 寺廟                             | 1752年                                                                                     | 1985年8月19日                             | 士林區至誠路一段326巷26號                                             |                                                                                  |
| 艋舺地藏庵                                                        |      | 寺廟                             | 1760年                                                                                     | 1985年8月19日                             | 萬華區西昌街245號                                                     |                                                                                  |
| 艋舺清水巖                                                        |      | 寺廟                             | 1787年                                                                                     | 1985年8月19日，變更/修正 2022年1月27日    | 萬華區康定路81號                                                      |                                                                                  |
| 士林慈諴宮                                                        |      | 寺廟                             | 1796年                                                                                     | 1985年8月19日                             | 士林區大南路84號                                                      |                                                                                  |
| 芝山岩隘門                                                        |      | 關塞                             | 1825年                                                                                     | 1985年8月19日                             | 士林區芝山岩惠濟宮西側                                                |                                                                                  |
| 學海書院（今高氏宗祠）                                            |      | 書院                             | 1843年                                                                                     | 1985年8月19日                             | 萬華區環河南路二段93號                                                |                                                                                  |
| 周氏節孝坊                                                        |      | 牌坊                             | 1850年                                                                                     | 1985年8月19日                             | 北投區豐年路一段36號前                                                |                                                                                  |
| 艋舺青山宮                                                        |      | 寺廟                             | 1856年                                                                                     | 1985年8月19日                             | 萬華區貴陽街二段218號                                                 |                                                                                  |
| 大稻埕霞海城隍廟                                                  |      | 寺廟                             | 咸豐九年（1859年）                                                                         | 1985年8月19日                             | 大同區迪化街一段61號                                                  |                                                                                  |
| 景美集應廟                                                        |      | 寺廟                             | 1860年                                                                                     | 1985年8月19日                             | 文山區景美街37號                                                      | 2018年11月16日調整相關登記資料                                                   |
| 黃氏節孝坊                                                        |      | 牌坊                             | 1882年                                                                                     | 1985年8月19日                             | 中正區臺北228公園內                                                   |                                                                                  |
| 急公好義坊                                                        |      | 牌坊                             | 1887年                                                                                     | 1985年8月19日                             | 中正區臺北228公園內                                                   |                                                                                  |
| 陳德星堂                                                          |      | 寺廟                             | 1891年                                                                                     | 1985年8月19日                             | 大同區寧夏路27號                                                      |                                                                                  |
| 義芳居古厝                                                        |      | 宅第                             | 1876年                                                                                     | 1989年8月18日                             | 大安區基隆路三段155巷128號                                            |                                                                                  |
| 勸業銀行舊廈                                                      |      | 銀行舊廈                         | 1933年                                                                                     | 1991年5月24日                             | 中正區襄陽路25號                                                      |                                                                                  |
| 林秀俊墓                                                          |      | 墓葬                             | 1774年                                                                                     | 1991年11月23日                            | 內湖區文德段5小段333.333-1地號                                        |                                                                                  |
| 臺北孔子廟                                                        |      | 寺廟                             | 1875年                                                                                     | 1992年1月10日                             | 大同區大龍街275號                                                     | 日治時期重建                                                                     |
| 臺北郵局                                                          |      | 郵局                             | 1928年                                                                                     | 1992年8月14日，變更/修正2022年3月15日     | 中正區忠孝西路一段118號                                               |                                                                                  |
| 臺北水道水源地                                                    |      | 水源地                           | 1908年                                                                                     | 1993年2月5日                              | 中正區思源路1號                                                       | 2002年2月5日修正名稱                                                             |
| 原臺灣教育會館                                                    |      | 教育會館                         | 1930年                                                                                     | 1993年2月5日                              | 中正區南海路54號                                                      |                                                                                  |
| 西門紅樓                                                          |      | 西門紅樓                         | 1908年                                                                                     | 1997年2月20日                             | 萬華區成都路10號                                                      |                                                                                  |
| 北投溫泉浴場                                                      |      | 溫泉浴場                         | 1913年                                                                                     | 1997年2月20日                             | 北投區中山路2號                                                       |                                                                                  |
| 前美國大使官邸                                                    |      | 前美國大使官邸                   | 1925年                                                                                     | 1997年2月20日                             | 中山區中山北路二段18號                                                | 2002年由台積電認養修繕完成                                                       |
| 臺北第三高女                                                      |      | 學校                             | 1937年                                                                                     | 1997年2月20日                             | 中山區長安東路二段141號                                               |                                                                                  |
| 紫藤廬                                                            |      | 其他設施                         | 1920年                                                                                     | 1997年7月23日                             | 大安區新生南路三段16巷1號                                             |                                                                                  |
| 寶藏巖                                                            |      | 寺廟                             | 1661年                                                                                     | 1997年8月5日                              | 中正區汀州路三段230巷23號                                             |                                                                                  |
| 曹洞宗大本山臺灣別院鐘樓                                          |      | 鐘樓                             | 1930年                                                                                     | 1997年8月5日                              | 中正區仁愛路、林森南路口                                              |                                                                                  |
| 臺北撫台街洋樓                                                    |      | 洋樓                             | 1910年                                                                                     | 1997年11月21日                            | 中正區延平南路26號                                                    |                                                                                  |
| 臺大醫院舊館                                                      |      | 醫院                             | 1916年                                                                                     | 1998年3月25日 2019年5月7日，變更/修正     | 中正區常德街1號                                                       | 2019年將「九西牙科研究大樓」建物納入保存範圍                                     |
| 臺大醫學院舊館                                                    |      | 醫院                             | 1907年                                                                                     | 1998年3月25日                             | 中正區仁愛路一段1號                                                   |                                                                                  |
| 台灣廣播電臺放送亭                                                |      | 放送亭                           | 1934年                                                                                     | 1998年3月25日                             | 中正區臺北228公園內                                                   |                                                                                  |
| 臺北第一高女                                                      |      | 書院                             | 昭和八年（1933年）                                                                         | 1998年3月25日 2003年4月24日               | 中正區重慶南路一段165號                                               |                                                                                  |
| 原臺北北警察署                                                    |      | 衙署                             | 昭和八年（1933年）                                                                         | 1998年3月25日                             | 大同區寧夏路89號                                                      |                                                                                  |
| 長老教會北投教堂                                                  |      | 教堂                             | 1912年                                                                                     | 1998年3月25日                             | 北投區中央南路一段77號                                                |                                                                                  |
| 北投普濟寺                                                        |      | 寺廟                             | 1905年                                                                                     | 1998年3月25日                             | 北投區溫泉路112號                                                     |                                                                                  |
| 北投臺灣銀行舊宿舍                                                |      | 宅第                             | 1920年                                                                                     | 1998年3月25日                             | 北投區溫泉路103號                                                     |                                                                                  |
| 草山教師研習中心                                                  |      | 研習中心                         | 1929年                                                                                     | 1998年3月25日                             | 北投區陽明山建國街2號                                                 |                                                                                  |
| 臺北監獄圍牆遺跡                                                  |      | 遺址                             | 1910年                                                                                     | 1998年3月25日                             | 大安區金山南路電信局邊牆                                              |                                                                                  |
| 臺灣師範大學原臺北高等學校校舍 （講堂、行政大樓、文薈廳、普字樓） |      | 學校                             | 普字樓、文薈廳：大正十五年（1926年） 行政大樓：昭和三年（1928年） 講堂：昭和四年（1929年） | 1998年3月25日 2003年8月29日               | 大安區和平東路一段162號                                               |                                                                                  |
| 原臺北帝國大學校舍（舊圖書館、行政大樓、文學院）                  |      | 學校                             | 行政大樓：大正八年（1919年） 文學院：昭和四年（1929年） 舊圖書館：昭和三年（1928年）       | 1998年3月25日                             | 大安區羅斯福路四段1號                                                 |                                                                                  |
| 臨濟護國禪寺                                                      |      | 寺廟                             | 1911年                                                                                     | 1998年4月13日 2018年6月29日               | 中山區玉門街9號                                                       | 2018年6月29日調整範圍                                                            |
| 建國中學紅樓                                                      |      | 紅樓                             | 1908年                                                                                     | 1998年5月4日                              | 中正區南海路56號                                                      |                                                                                  |
| 台灣總督府交通局遞信部                                            |      | 衙署                             | 1925年                                                                                     | 1998年5月4日                              | 中正區長沙街一段2號                                                   |                                                                                  |
| 原臺北信用組合                                                    |      | 銀行                             | 昭和二年（1927年）                                                                         | 1998年5月4日，變更/修正2021年9月6日       | 中正區衡陽路87號                                                      |                                                                                  |
| 臺灣電力株式會社社長宿舍                                          |      | 宅第                             | 1910年                                                                                     | 1998年5月4日                              | 中正區延平南路119號                                                   |                                                                                  |
| 臺灣銀行                                                          |      | 銀行                             | 昭和十二年（1938年）                                                                       | 1998年5月4日                              | 中正區重慶南路一段120號                                               |                                                                                  |
| 帝國生命會社舊廈                                                  |      | 舊廈                             | 昭和五年（1930年）                                                                         | 1998年5月4日                              | 中正區博愛路162號                                                     |                                                                                  |
| 臺灣總督府電話交換局                                              |      | 電話交換局                       | 1937年                                                                                     | 1998年5月4日                              | 中正區博愛路168號                                                     |                                                                                  |
| 濟南基督長老教會                                                  |      | 教堂                             | 1916年                                                                                     | 1998年5月4日                              | 中正區中山南路3號                                                     |                                                                                  |
| 臺大法學院（原台北高等商業學校）                                  |      | 學校                             | 1919年                                                                                     | 1998年5月4日 2019年4月3日                 | 中正區徐州路21號                                                      | 2019年4月3日將圖書館及警衛室納入範圍                                             |
| 臺北市政府舊廈（原建成小學校）                                    |      | 舊廈                             | 1921年                                                                                     | 1998年5月4日                              | 大同區長安西路39號                                                    |                                                                                  |
| 吟松閣                                                            |      | 具有歷史文化藝術價值之建築物     | 1934年                                                                                     | 1998年5月4日                              | 北投區幽雅路21號                                                      |                                                                                  |
| 臺灣大學校門                                                      |      | 校門                             | 1931年                                                                                     | 1998年5月4日                              | 大安區羅斯福路四段1號                                                 |                                                                                  |
| 臺北市政府衛生局舊址                                              |      | 衛生局                           | 1927年                                                                                     | 1998年5月4日                              | 中山區長安西路15號                                                    |                                                                                  |
| 內湖清代採石場                                                    |      | 遺址                             | 1875年                                                                                     | 1998年5月4日                              | 內湖區環山路一段136巷底                                               |                                                                                  |
| 三井物產株式會社舊廈                                              |      | 舊廈                             | 1920年                                                                                     | 1998年7月22日 2000年7月19日               | 中正區館前路54號                                                      |                                                                                  |
| 臺北工業學校紅樓                                                  |      | 紅樓                             | 1918年                                                                                     | 1998年7月22日                             | 大安區忠孝東路三段1號                                                 |                                                                                  |
| 婦聯總會                                                          |      | 其他                             | 1915年                                                                                     | 1998年9月1日                              | 中正區長沙街一段27號                                                  |                                                                                  |
| 前日軍衛戍醫院北投分院                                            |      | 醫院                             | 1910年                                                                                     | 1998年9月1日                              | 北投區新民路60號                                                      |                                                                                  |
| 草山御賓館                                                        |      | 宅第                             | 1923年                                                                                     | 1998年9月1日                              | 士林區新園街1號                                                       |                                                                                  |
| 士林公有市場                                                      |      | 市場                             | 1910年                                                                                     | 1998年9月1日                              | 士林區大南路89號                                                      |                                                                                  |
| 北投文物館                                                        |      | 具有歷史文化藝術價值之建築物     | 1921年                                                                                     | 1998年9月1日                              | 北投區幽雅路32號                                                      |                                                                                  |
| 大稻埕辜宅                                                        |      | 宅第                             | 1920年                                                                                     | 1998年10月8日                             | 大同區歸緩街303巷9號                                                  |                                                                                  |
| 北投不動明王石窟                                                  |      | 石窟                             | 1925年                                                                                     | 1998年10月14日                            | 北投區幽雅路杏林巷2號對面                                             |                                                                                  |
| 中山基督長老教會                                                  |      | 教堂                             | 1937年                                                                                     | 1998年10月14日                            | 中山區林森北路62號                                                    |                                                                                  |
| 圓山別莊                                                          |      | 宅第                             | 1914年                                                                                     | 1998年10月14日                            | 中山區中山北路三段181號                                               |                                                                                  |
| 艋舺謝宅                                                          |      | 宅第                             | 1799年                                                                                     | 1999年1月8日                              | 萬華區西昌街88號                                                      |                                                                                  |
| 老松國小                                                          |      | 學校                             | 1896年                                                                                     | 1999年6月29日                             | 萬華區桂林路64號                                                      |                                                                                  |
| 清真寺                                                            |      | 寺廟                             | 1958年                                                                                     | 1999年6月29日                             | 大安區新生南路二段62號                                                |                                                                                  |
| 龍安坡黃宅濂讓居                                                  |      | 宅第                             | 1897年                                                                                     | 1999年6月29日                             | 大安區和平東路二段76巷4號                                             |                                                                                  |
| 芳蘭大厝                                                          |      | 宅第                             | 1806年                                                                                     | 1999年6月29日                             | 大安區基隆路三段155巷174號                                            |                                                                                  |
| 內湖庄役場會議室                                                  |      | 會議室                           | 1930年                                                                                     | 1999年6月29日，變更/修正 2022年6月10日    | 內湖區內湖路二段342號                                                 |                                                                                  |
| 內湖郭氏古宅                                                      |      | 宅第                             | 1919年                                                                                     | 1999年6月29日                             | 內湖區文德路241巷19號                                                 |                                                                                  |
| 蔡瑞月舞蹈研究社                                                  |      | 其他                             | 1920年                                                                                     | 1999年12月31日，變更/修正2021年2月22日    | 中山區中山北路二段48巷8、10號                                         |                                                                                  |
| 潘宮籌墓                                                          |      | 墓葬                             | 1870年                                                                                     | 1999年12月31日                            | 士林區芝蘭段2小段595地號                                              |                                                                                  |
| 建國啤酒廠                                                        |      | 其他                             | 1919年                                                                                     | 2000年6月30日                             | 中山區八德路二段85號                                                  | 為高砂麥酒株式會社原址。                                                         |
| 萬華林宅                                                          |      | 宅第                             | 1932年                                                                                     | 2000年7月11日                             | 萬華區西園路一段306巷24、26號                                         |                                                                                  |
| 慈雲寺                                                            |      | 寺廟                             | 1924年                                                                                     | 2000年7月11日                             | 萬華區漢口街二段119、121、123號                                       |                                                                                  |
| 北投穀倉                                                          |      | 穀倉                             | 1938年                                                                                     | 2000年11月3日                             | 北投區大同街153號                                                     |                                                                                  |
| 松山菸廠                                                          |      | 產業設施                         | 1937年                                                                                     | 2001年9月28日 2002年4月16日               | 信義區光復南路133號                                                   |                                                                                  |
| 臺灣基督長老教會大稻埕教會                                        |      | 教堂                             | 1915年                                                                                     | 2002年5月28日                             | 大同區甘州街40號                                                      |                                                                                  |
| 李國鼎故居                                                        |      | 宅第                             | 1930年左右                                                                                 | 2003年1月20日                             | 中正區泰安街2巷3號                                                    |                                                                                  |
| 臺北酒廠                                                          |      | 酒廠                             | 1916年                                                                                     | 2003年3月17日，變更/修正 2021年6月9日     | 中正區八德路一段1號                                                   |                                                                                  |
| 大稻埕圓環防空蓄水池                                              |      | 蓄水池                           | 1943年                                                                                     | 2003年9月23日                             | 大同區建成圓環內                                                      |                                                                                  |
| 臺糖臺北倉庫                                                      |      | 倉庫                             | 日治時期昭和年間                                                                           | 2003年9月23日                             | 萬華區大理街132號之7、之9、之10                                       |                                                                                  |
| 原臺灣軍司令部                                                    |      | 衙署                             | 1920年                                                                                     | 2004年1月15日                             | 中正區博愛路172號                                                     |                                                                                  |
| 原臺灣軍司令官官邸（孫立人將軍官邸）                              |      | 宅第                             | 1909年                                                                                     | 2004年1月15日                             | 中正區南昌路一段136號                                                 |                                                                                  |
| 殷海光故居                                                        |      | 宅第                             | 日治時期昭和年間                                                                           | 2004年2月9日                              | 大安區溫州街18巷16弄1-1號                                             |                                                                                  |
| 紀州庵                                                            |      | 其他遺蹟                         | 1928年                                                                                     | 2004年2月12日，變更/修正2009年6月29日     | 中正區同安街115號，109巷4弄2、6號                                     |                                                                                  |
| 草山水道系統                                                      |      | 水道系統                         | 1928年                                                                                     | 2004年4月28日                             | 北投區湖田段2小段597地號 士林區福林段2小段540地號等72筆地號之部分土地 |                                                                                  |
| 士林潘宅                                                          |      | 宅第                             | 1860年                                                                                     | 2004年4月28日                             | 士林區大南路101號後廳部分                                             |                                                                                  |
| 齊東街日式宿舍                                                    |      | 宅第                             | 1920－40年代                                                                               | 2004年10月1日                             | 中正區齊東街53巷11號                                                  |                                                                                  |
| 閻錫山故居                                                        |      | 宅第                             | 1951年                                                                                     | 2004年10月8日                             | 士林區永公路245巷34弄273、277號                                       |                                                                                  |
| 艋舺洪氏祖厝                                                      |      | 宅第                             | 清道光年間                                                                                 | 2005年1月26日                             | 萬華區莒光路112巷1、3、5號，112巷9弄2、6、8、10號                     |                                                                                  |
| 天母白屋（美軍宿舍）                                              |      | 宅第                             | 1953年                                                                                     | 2005年1月27日                             | 士林區中山北路七段181巷23號                                           |                                                                                  |
| 陽明山中山樓                                                      |      | 歷史文化價值建築物               | 1965年                                                                                     | 2005年4月26日 2005年6月14日               | 北投區陽明路二段15號                                                  |                                                                                  |
| 大稻埕千秋街店屋                                                  |      | 宅第                             | 日治時期                                                                                   | 2005年5月10日                             | 大同區貴德街51.53號                                                   |                                                                                  |
| 王義德墓                                                          |      | 陵墓                             | 1858年                                                                                     | 2006年1月10日                             | 南港區昆陽街165號（國防部軍備局生產製造中心第202廠）                  |                                                                                  |
| 西本願寺（鐘樓、樹心會館）                                        |      | 建築物                           | 1922年                                                                                     | 2006年2月21日                             | 萬華區中華路一段（長沙街二段與貴陽街二段間）                          |                                                                                  |
| 松山市場                                                          |      | 產業設施                         | 1909年                                                                                     | 2006年3月22日                             | 松山區八德路四段679號                                                 |                                                                                  |
| 總督府山林課宿舍                                                  |      | 宅第                             | 日治時期昭和年間                                                                           | 2006年3月31日                             | 大安區金山南路二段203巷15、17號及22、24號                             |                                                                                  |
| 孫運璿重慶南路寓所                                                |      | 宅邸                             | 1901年                                                                                     | 2006年6月23日                             | 中正區重慶南路二段6巷10號                                             |                                                                                  |
| 南海學園科學館                                                    |      | 其他類別                         | 1958年                                                                                     | 2006年6月26日                             | 中正區南海路41號                                                      |                                                                                  |
| 艋舺助順將軍廟（晉德宮）                                          |      | 寺廟                             | 清同治年間                                                                                 | 2006年7月5日                              | 萬華區康定路13號                                                      |                                                                                  |
| 新富市場                                                          |      | 產業設施                         | 日治時期大正年間                                                                           | 2006年7月5日                              | 萬華區三水街70號                                                      |                                                                                  |
| 前南菜園日式宿舍                                                  |      | 宅第                             | 1910－30年代                                                                               | 2006年7月25日 2019年2月18日               | 中正區牯嶺街81巷4、6、8號及南昌路二段2、4、6、8、10、12號             | 原公告範圍只包含牯嶺街81巷4號及南昌路二段2、4號；其餘部分於2019年2月18日公告併入 |
| 國立臺灣大學日式宿舍馬廷英故居                                    |      | 宅第                             | 1930年代                                                                                   | 2006年11月1日                             | 大安區青田街7巷6號                                                    |                                                                                  |
| 國立臺灣大學日式宿舍翁通楹寓所                                    |      | 宅第                             | 1930年代                                                                                   | 2006年11月1日                             | 大安區青田街9巷5號                                                    |                                                                                  |
| 國立臺灣大學日式宿舍羅銅壁寓所                                    |      | 宅第                             | 1930年代                                                                                   | 2006年11月1日                             | 大安區青田街12巷5號                                                   |                                                                                  |
| 陳天來故居                                                        |      | 宅第                             | 1920年                                                                                     | 2006年12月15日                            | 大同區貴德街73號                                                      |                                                                                  |
| 歸綏街文萌樓                                                      |      | 產業設施                         | 日治時期昭和年間                                                                           | 2006年12月20日                            | 大同區歸綏街139號                                                     |                                                                                  |
| 機器局第五號倉庫                                                  |      | 產業設施                         | 日治時期明治年間                                                                           | 2007年1月22日                             | 大同區鄭州路38巷9號                                                   |                                                                                  |
| 鐵道部部長宿舍                                                    |      | 宅第                             | 日治時期昭和年間                                                                           | 2007年1月22日                             | 大同區西寧北路1巷5弄2、4、6號                                         |                                                                                  |
| 錦町日式宿舍─林務局局長舊宿舍                                     |      | 宅第                             | 1932年                                                                                     | 2007年1月29日                             | 大安區金華街132號                                                     |                                                                                  |
| 原大磯內科醫院                                                    |      | 宅第                             | 1937年                                                                                     | 2007年1月29日                             | 中正區寧波西街60號、60-1號                                            | 原公告名稱「骨科醫院及住宅」，2023年12月27日修改名稱。                           |
| 國立臺灣大學日式宿舍－青田街7巷2號                                |      | 宅第                             | 1930年代                                                                                   | 2007年4月11日                             | 大安區青田街7巷2號                                                    |                                                                                  |
| 牯嶺街高等官舍群牯嶺街60巷2號                                     |      | 宅第                             | 日治時期昭和年間                                                                           | 2007年4月11日                             | 中正區牯嶺街60巷2號                                                   |                                                                                  |
| 牯嶺街高等官舍群牯嶺街60巷6號（劉南溟寓所）                       |      | 宅第                             | 日治時期昭和年間                                                                           | 2007年4月11日                             | 中正區牯嶺街60巷6號                                                   |                                                                                  |
| 國立臺灣大學日式宿舍－福州街20、22、26號                          |      | 宅第                             | 1928年                                                                                     | 2007年4月11日                             | 中正區福州街20、22、26號                                              |                                                                                  |
| 舊總督府第二師範學校大禮堂 （國立臺北教育大學舊禮堂）             |      | 禮堂                             | 1926年                                                                                     | 2008年5月27日                             | 大安區和平東路二段134號                                               |                                                                                  |
| 摩耶精舍                                                          |      | 宅第                             | 1976年                                                                                     | 2008年8月19日                             | 士林區至善路二段342巷2號                                              |                                                                                  |
| 興福庄建塚紀念碑                                                  |      | 碑碣                             | 1929年                                                                                     | 2008年8月19日，變更/修正 2022年1月26日    | 文山區興順街二段203巷底                                               |                                                                                  |
| 台北植物園腊葉館                                                  |      | 具有歷史、文化、藝術價值之建造物 | 1924年                                                                                     | 2008年11月10日                            | 中正區臺北植物園內                                                    |                                                                                  |
| 清代機器局遺構                                                    |      | 衙署                             | 1885年                                                                                     | 2009年2月5日                              | 大同區延平北路一段2號                                                 |                                                                                  |
| 舊高等農林學校作業室（磯永吉紀念室）                              |      | 學校建築                         | 1924–1925年                                                                                | 2009年7月28日                             | 大安區基隆路四段42巷臺灣大學農場內                                    |                                                                                  |
| 新芳春茶行                                                        |      | 宅第                             | 1930年                                                                                     | 2009年9月29日                             | 大同區民生西路309號                                                   |                                                                                  |
| 閻錫山墓                                                          |      | 墓葬                             | 1960年                                                                                     | 2010年3月16日                             | 士林區永公路245巷34弄                                                 |                                                                                  |
| 臺灣總督府鐵道部（臺北工場）                                      |      | 產業設施                         | 1887年                                                                                     | 2010年9月30日                             | 大同區延平北路一段2號                                                 |                                                                                  |
| 福州街11號日式宿舍                                                |      | 宅第                             | 1920–1930 年                                                                               | 2011年11月24日                            | 中正區福州街11號                                                      |                                                                                  |
| 白榕蔭堂墓園（白崇禧將軍墓）                                      |      | 墓葬                             | 1963年                                                                                     | 2012年12月13日                            | 信義區六張犁回教公墓                                                  |                                                                                  |
| 觀音禪堂                                                          |      | 寺廟                             | 1923年                                                                                     | 2013年2月26日 2019年5月8日                | 中正區仁愛路一段21之33號                                              | 2019年5月8日調整範圍                                                             |
| 原大阪商船株式會社臺北支店                                        |      | 產業設施                         | 1937年                                                                                     | 2014年5月26日                             | 中正區懷寧街1號                                                       |                                                                                  |
| 張羣故居                                                          |      | 宅第                             | 1977年落成                                                                                 | 2014年6月13日                             | 士林區中山北路五段378巷1號                                            |                                                                                  |
| 王寵惠墓園                                                        |      | 墓葬                             | 1958年                                                                                     | 2014年9月23日                             | 士林區臨溪路70號                                                      |                                                                                  |
| 空軍總司令部（原台灣總督府工業研究所）                            |      | 衙署                             | 1940年                                                                                     | 2015年9月10日，變更/修正 2021年-03月-31日 | 大安區仁愛路3段55號                                                   |                                                                                  |
| 朝北醫院                                                          |      | 宅第                             | 1921年                                                                                     | 2016年1月29日                             | 萬華區貴陽街二段181號、西園路一段41-5號                               |                                                                                  |
| 士林神農宮（芝蘭廟）                                              |      | 寺廟                             | 1709年－1722年                                                                             | 2016年1月30日                             | 士林區舊佳里前街74號                                                  | 1741年移到芝蘭街。2005年1月24日公告為歷史建築                                    |
| 原八芝蘭公學校講堂                                                |      | 學校                             | 1916年                                                                                     | 2017年1月18日                             | 士林區大東路165號                                                     |                                                                                  |
| 南港臺電倉庫                                                      |      | 其他設施                         | 日治以前即已存在                                                                           | 2017年6月6日                              | 南港區忠孝東路6段39號                                                 |                                                                                  |
| 立法院（原臺北州立第二高等女學校）                                |      | 衙署                             | 1919年                                                                                     | 2017年6月12日                             | 中正區中山南路1號                                                     | 1935年增建                                                                       |
| 番學堂遺構                                                        |      | 書院                             | 光緒16年(1890)3月                                                                          | 2017年6月26日                             | 中正區城中段三小段17地號                                              |                                                                                  |
| 臺大昆蟲館                                                        |      | 學校                             | 1936年興建                                                                                 | 2017年10月6日                             | 大安區羅斯福路四段113巷27號                                           |                                                                                  |
| 總督府農業試驗所昆蟲部                                            |      | 衙署                             | 日治初期興建                                                                               | 2017年10月6日                             | 大安區羅斯福路四段113巷21號                                           |                                                                                  |
| 國立臺灣大學日式宿舍－戴運軌寓所                                  |      | 宅第                             | 1920年代                                                                                   | 2017年12月18日                            | 中正區潮州街7號                                                       |                                                                                  |
| 國立臺灣大學日式宿舍－潮州街9號                                   |      | 宅第                             | 1920年代                                                                                   | 2017年12月18日                            | 中正區潮州街9號                                                       |                                                                                  |
| 國立臺灣大學日式宿舍－戴炎輝寓所                                  |      | 宅第                             | 1920年代                                                                                   | 2017年12月18日                            | 中正區南昌路二段1巷2號                                                |                                                                                  |
| 國立臺灣大學日式宿舍－溫州街22巷4號                               |      | 宅第                             | 日治時期                                                                                   | 2018年2月5日                              | 大安區溫州街22巷4號                                                   |                                                                                  |
| 延平基督教會                                                      |      | 教堂                             | 1937年創建                                                                                 | 2018年2月2日                              | 大同區延平北路二段247巷5號                                            |                                                                                  |
| 李春生紀念基督長老教會(大稻埕郵便電信支局)                        |      | 教堂                             | 1903年                                                                                     | 2018年5月16日                             | 大同區貴德街44號                                                      |                                                                                  |
| 國立臺北護理健康大學城區部文教大樓                                |      | 學校                             | 1960年代                                                                                   | 2018年7月9日                              | 萬華區內江街89號                                                      |                                                                                  |
| 國父紀念館                                                        |      | 其他設施-紀念館                  | 1972年                                                                                     | 2019年5月3日                              | 信義區仁愛路四段505號                                                 |                                                                                  |
| 陳文瀾古墓群                                                      |      | 墓葬                             | 1843年至1824年陸續修築                                                                     | 2019年6月18日，變更/修正 2021年9月24日    | 內湖區內湖路二段179巷63弄附近                                         |                                                                                  |
| 北投真言宗石窟建築群                                              |      |                                  | 1912年                                                                                     | 2019年7月24日                             | 北投區丹鳳山                                                          | 包括「弘法大師巖石窟」、「波切不動明王石窟」及附屬之石碑等                       |
| 大稻埕變電所                                                      |      | 產業                             | 日治                                                                                       | 2019年9月9日                              | 大同區太原路187號                                                     |                                                                                  |
| 七海寓所（蔣經國故居）                                            |      | 宅第                             | 1950－1960年                                                                               | 2006年7月18日，2019年12月9日重新公告      | 中山區海軍總司令大直營區，變更地址:中山區北安路271號                  |                                                                                  |
| 臺北放送局                                                        |      | 機關                             | 1930 年代                                                                                  | 2020年5月14日，變更/修正 2022年2月7日     | 中正區凱達格蘭大道 3 號臺北228公園內                                  |                                                                                  |
| 博愛路2號店屋                                                     |      | 商店                             | 1927-1931年京町改築計畫                                                                    | 2020年5月15日                             | 中正區博愛路2號                                                       | 原公告指定名稱為「博愛路2號街屋」，2023年7月26日更改為「博愛路2號店屋」。        |
| 原熱帶醫學研究所士林支所本館                                      |      | 機關                             | 日治時期                                                                                   | 2020年12月4日                             | 士林區中山北路5段300號                                                |                                                                                  |
| 大稻埕慈聖宮                                                      |      | 寺廟                             | 大正三年(1914年)                                                                           | 2020年12月22日                            | 大同區保安街49巷17號                                                  |                                                                                  |
| 金義合行                                                          |      | 宅第                             | 日治時期                                                                                   | 2021年5月7日                              | 萬華區康定路279號                                                     |                                                                                  |
| 博愛路4，6，8號街屋                                               |      | 商店                             | 1927-1931年                                                                                | 2021年6月8日                              | 中正區博愛路4，6，8號                                                 |                                                                                  |
| 仁安醫院                                                          |      | 醫院                             | 昭和二年(1927年)                                                                           | 2021年8月5日                              | 大同區延平北路二段237號                                               |                                                                                  |
| 福生堂                                                            |      | 醫院                             | 1922年                                                                                     | 2021年10月21日                            | 大同區延平北路二段144巷23號                                           |                                                                                  |
| 永樂町派出所                                                      |      | 機關                             | 1933年                                                                                     | 2021年11月3日                             | 大同區迪化街一段260號                                                 |                                                                                  |
| 松山陳宅                                                          |      | 宅第                             | 日治時期                                                                                   | 2021年11月18日                            | 松山區松河街70號旁                                                    |                                                                                  |
| 大東路54號店屋                                                    |      | 宅第                             | 日治時期                                                                                   | 2021年11月23日                            | 士林區大東路54號                                                      |                                                                                  |
| 李臨秋故居                                                        |      | 宅第                             | 日治時期                                                                                   | 2022年2月22日                             | 大同區西寧北路86巷4號                                                 | 廢止原歷史建築公告                                                               |
| 衡陽路2號店屋                                                     |      | 其他設施                         | 日治時期                                                                                   | 2022年3月3日                              | 中正區衡陽路2號                                                       |                                                                                  |
| 衡陽路11號店屋                                                    |      | 其他設施                         | 日治時期                                                                                   | 2022年3月3日                              | 中正區衡陽路11號                                                      |                                                                                  |
| 臨沂街71巷33號日式住宅                                            |      | 宅第                             | 日治時期                                                                                   | 2022年3月11日                             | 中正區臨沂街71巷33號                                                  |                                                                                  |
| 兩江醫院                                                          |      | 醫院                             | 1923年                                                                                     | 2022年3月15日                             | 大同區迪化街1段28號                                                   |                                                                                  |
| 八芝蘭番仔井                                                      |      | 其他設施                         | 1709 年                                                                                    | 2022年5月3日                              | 臺北市 - 士林區 - 天山段二小段 - 37                                   |                                                                                  |
| 衡陽路4號店屋                                                     |      | 其他設施                         | 日治時期                                                                                   | 2022年8月11日                             | 中正區衡陽路4號                                                       |                                                                                  |
| 懷寧街96號店屋                                                    |      | 其他設施                         | 日治時期                                                                                   | 2022年8月11日                             | 中正區懷寧街96號                                                      |                                                                                  |
| 懷寧街98號店屋                                                    |      | 其他設施                         | 日治時期                                                                                   | 2022年8月11日                             | 中正區懷寧街98號                                                      |                                                                                  |
| 衡陽路17號及重慶南路1段119號店屋                                  |      | 其他設施                         | 日治時期                                                                                   | 2023年4月30日                             | 中正區衡陽路17號及中正區重慶南路1段119號                              |                                                                                  |
| 衡陽路15號店屋                                                    |      | 其他設施                         | 日治時期                                                                                   | 2023年4月30日                             | 中正區衡陽路15號                                                      |                                                                                  |
| 衡陽路13號店屋                                                    |      | 其他設施                         | 日治時期                                                                                   | 2023年4月30日                             | 中正區衡陽路13號                                                      |                                                                                  |
| 傅園                                                              |      | 其他設施                         | 1951年                                                                                     | 2023年5月1日                              | 大安區羅斯福路4段1號                                                  |                                                                                  |
| 衡陽路54、56、58、60號店屋                                        |      | 商店                             |                                                                                            | 2023年10月11日                            | 中正區衡陽路54、56、58、60號                                          |                                                                                  |
| 原臺北帝國大學農學部生物學教室                                    |      | 學校                             |                                                                                            | 2023年11月22日                            | 大安區羅斯福路四段1號                                                 |                                                                                  |
| 衡陽路92號店屋                                                    |      | 商店                             | 臺北市區改正計畫期間（1912～1915年）                                                       | 2024年2月1日                              | 中正區衡陽路92號                                                      |                                                                                  |
| 全祥茶莊精製廠                                                    |      | 產業                             | 清末                                                                                       | 2024年3月26日                             | 大同區西寧北路84號及貴德街49號                                        |                                                                                  |
| 重慶南路一段104號店屋（原辻利茶舖）                               |      | 商店                             | 1912年                                                                                     | 2024年10月29日                            | 中正區重慶南路一段104號                                               |                                                                                  |

## 外部連結
- 文化資產查詢，文化部文化資產局
- 文化資產 （页面存档备份，存于），臺北市政府文化局

## 文獻
1. ↑  . 國家文化資產網.   [2024-03-26]. （原始内容存档于2024-03-26）.
2. ↑  ,   [2024-09-20], （原始内容存档于2024-02-08）
3. ↑  陳昱婷. . 中央社. 2024-03-26  [2024-09-20]. （原始内容存档于2024-08-11）.